# ТЕЦ Касъл Пийк
ТЕЦ Касъл Пийк е най-голямата топлоелектрическа централа с въглища в Хонконг, Китай.
Открита е през 1982 г., а най-новият енергоблок е инсталиран през 1990 г. Централата се състои от 4 блока по 350 MW и 4 блока по 677 MW. Това е една от трите централи в Хонконг, управлявана от CLP, с общ капацитет 6908 MW. Централата е построена за CLP с 40% залог (60% за „Ексон Мобил“).
През 2007 Касъл Пийк изгаря 9 милиона тона въглища, от които, според CLP, 4,6 млн. т са от Индонезия с ниско съдържание на сяра. Централата е предприемала различни програми за да намали вредните си емисии, включително възстановителни горелки за намаляване емисиите на азотен оксид, инсталирайки машини за задържане на сяра и азотен оксид. Тази електроцентрала има голям принос в замърсяването в Хонконг, не причинено от трафик.